# ハーブス
ハーブス（HARBS)は、名古屋市に本社を置く株式会社重光が運営するフレッシュケーキが人気のカフェ。
１９８１年　愛知県 名古屋市 栄に第一号店がオープン。創業当時より毎日自社工場で販売する数だけを手作りし、自社便で店舗に届けている。常時13-14種類揃う。8号サイズ 直径24cmの大きさが特徴。２０１４年に　HARBS NYCをオープン。海外から訪れる方も多い。
人気があるのはミルクレープ。

## 概要
昭和51年に、喫茶メルローズ（池下店）オープン。昭和54年に株式会社重光を設立。
その後、昭和56年に、ハーブス 栄本店をオープン。
2023年9月現在、東海、関東、関西、NYと国内外に38店舗を展開している。